# Cornicacoecia lafauryana
Cornicacoecia lafauryana är en fjärilsart som beskrevs av Émile Louis Ragonot 1875. Cornicacoecia lafauryana ingår i släktet Cornicacoecia och familjen vecklare. Inga underarter finns listade i Catalogue of Life.